# Марія (герцогиня Амальфійська)
Марія (*985—†1040) — герцогиня Амальфійська, дочка князя Беневентського Пандульфа II, сестра князя Капуанського Пандульфа IV та князя Беневентського Ландульфа V, а також Гайтельгріми, дружини князя Салернського Гваймара III.
У 1002 вступила в шлюб з герцогом Амальфійським Сергієм III, від якого народила 2 синів: Іоанна та Мансо.
Сергій III призначив свого сина Іоанна співправителем, проте у 1028 Марія Амальфійська за намовою Пандульфа IV змістила їх обох на користь молодшого сина Мансо III. Сергій III разом з Іоанном утекли до Константинополя. У 1029 Іоанн повернувся та змістив Марію та Мансо III, проте через 4 роки він був змушений втекти до Неаполя. Марія та Мансо за допомогою Пандульфа IV повернули собі владу.
У 1038 році імператор Священної Римської імперії Конрад II змістив Пандульфа IV, що дало змогу Іоанну знову повернутись до Амальфі, де він осліпив Мансо та вислав його на острів Сирена. Іоанн III призначив Марію співправителькою. Жорстокість Іоанна призвела до бунту мешканців Амальфі, які усунули його та Марію з престолу, та запропонували владу в герцогстві князю Салернському Гваймару IV. Гваймар знову призначив Мансо грецогом під сюзеренітетом Салерно.